# اس‌ام یوبی-۷۰
اس‌ام یوبی-۷۰ (به انگلیسی: SM UB-70) یک زیردریایی بود که طول آن ۵۵٫۸۳ متر (۱۸۳٫۲ فوت) بود. این زیردریایی در سال ۱۹۱۷ ساخته شد.